# (36969) 2000 SH295
2000 SH295 (asteroide 36969) é um asteroide da cintura principal. Possui uma excentricidade de 0.14777970 e uma inclinação de 12.97226º.
Este asteroide foi descoberto no dia 27 de setembro de 2000 por LINEAR em Socorro.